# Meesteres van Beneden-Egypte
Meesteres van Beneden-Egypte was in het oude Egypte van toepassing als een van de titels voor koninginnen. Deze titel verleende macht over Beneden-Egypte. De kroon van de heersers over Neder-Egypte was de rode kroon.
Bekende draagster van deze titel was Ahmose-Henuttamehu, oud-Egyptische  prinses en later koningin uit het einde van de 17e en begin van de 18e dynastie, die aan de zijde van Ahmose I heerste in het Nieuwe Rijk. Haar andere titels waren die van 'koninklijke vrouwe' (hmt-nisw), grote koninklijke vrouwe (hmt-niswt-wrt), koninklijke dochter (s3t-niswt) en koninklijke zuster (snt-niswt).